# Templeton Peck
Porucznik Templeton Arthur Peck, właśc. Richard Bancroft, ps. Buźka (ur. 7 grudnia 1950) – fikcyjna postać z serialu Drużyna A. W rolę Pecka wcielił się Dirk Benedict, chociaż w odcinku pilotażowym zagrał go Tim Dunigan. W filmie z 2010 roku jego rolę zagrał Bradley Cooper.

## Życiorys
Peck w wieku pięciu lat został sierotą i wychował się w sierocińcach Los Angeles, nie pamiętając swojego rzeczywistego imienia i nazwiska. W odcinku "Spotkanie rodzinne" okazuje się, że tak naprawdę nazywa się Richard Bancroft i jest synem byłego doradcy prezydenta i skazańca A.J. Bancrofta, chociaż dowiaduje się tego od Murdocka po śmierci ojca. Jako dziecko chciał być oficerem policji. Z sukcesami grał w softball, dzięki czemu w wieku 13 lat zyskał popularność wśród dziewcząt. Następnie grał w futbol jako rozgrywający. W 1968 roku ukończył szkołę średnią i wstąpił do koledżu, dołączając do Sigma Chi. Koledż opuścił po drugim roku. Do wojska dołączył w 1969 lub 1970 roku. W wojsku był porucznikiem i służył dla 1 Kawalerii Powietrznej i 5 Sił Specjalnych. Podczas wojny w Wietnamie dołączył do zespołu Hannibala Smitha i został Oficerem ds. Zaopatrzenia. Wkrótce poznał swoje umiejętności pozyskania czego tylko chce, kiedy to wywołał zdziwienie drużyny, pozyskując w dżunglach Wietnamu Cadillaka cabrio z 1953 roku. W 1972 roku wraz z Hannibalem Smithem i B.A. Baracusem został niesłusznie oskarżony o zbrodnię wojenną, ale zdołał wraz z nimi uciec z więzienia i przenieść się do podziemi Los Angeles, gdzie on, Baracus, Smith i Murdock utrzymywali się jako najemnicy.

## Charakter
Peck to wyrafinowany, uprzejmy kobieciarz, który służy drużynie jako oszust i złodziejaszek, który przy użyciu różnych przebrań jest w stanie dostać wszystko to, czego zespół potrzebuje. Organizuje sprzęt, dostawy i poufne informacje używając różnych oszustw. Często również organizuje ucieczkę Murdocka ze szpitala psychiatrycznego. Dzięki swojej umiejętności oszukiwania żyje na wysokim poziomie, w luksusowych apartamentach, nosząc drogie garnitury.
Peck jest najdelikatniejszym członkiem Drużyny A i z reguły stara się unikać konfliktów. Jego zainteresowania zmierzają w kierunku bardziej kulturalnych aspektów, takich jak kluby, zakup sztuki czy degustacja wina.
Na ogół unika walki wręcz, ale gdy zachodzi taka potrzeba, pokazuje, że jest waleczny.

## Samochód
Jego Chevrolet Corvette C4 z 1984 roku po raz pierwszy pojawia się w odcinku "Wojny taksówkowe". Samochód ten jest biały z czerwonym wnętrzem i czerwonym pasem. W odcinku "Wojny taksówkowe" numer rejestracyjny pojazdu to S967238, później zmienia się na IHJG851.
Samochód pojawił się w kilku odcinkach, w tym w odcinku "Złomowy interes", gdzie był użyty jako przynęta do schwytania złodziei samochodów.

## Inne nazwiska
W swoim życiu Peck posługiwał się różnymi nazwiskami:
- Alvin Brennar
- Al Brennan
- Al Peck
- Holmes Morrison
- Morrison Holmes